# Blondie Chaplin
Pour les articles homonymes, voir Chaplin (homonymie).
Terrence William Chaplin, dit Blondie Chaplin, né le 7 juillet 1951 à Durban, dans l'ancienne province du Natal, est un chanteur et guitariste sud-africain. 
Il commence sa carrière dans le groupe The Flames au milieu des années 1960. De 1972 à 1973, il est membre des Beach Boys et contribue à plusieurs de leurs albums les plus importants. Chaplin est un choriste, percussionniste et guitariste acoustique pour les Rolling Stones lors de leurs enregistrements et tournées, et ce pendant 15 ans, à partir de 1997. Chaplin sort deux albums solo, Blondie Chaplin (1977) et Between Us (2008).

## Biographie

### Jeunesse et début de carrière
Chaplin grandit en Afrique du Sud sous l'apartheid, époque où il est classé comme faisant partie de l'ethnie « Coloured ». Chaplin et Ricky Fataar sont tous deux membres du groupe de rock The Flames, basé à Durban, qu'ils rejoignent respectivement à 13 et 9 ans. Leur album Soulfire de 1968 fait un carton en Afrique du Sud : la reprise du groupe de « For Your Precious Love » est numéro 1 à la radio blanche pendant treize semaines.
Un membre des Beach Boy, Carl Wilson, entend The Flames pendant que le groupe se produit à Londres. Wilson les signe sur le label des Beach Boys, Brother Records, et produit leur album éponyme, The Flame (changé de Flames, pour éviter toute confusion avec The Famous Flames, les chanteurs accompagnant James Brown), qui présente des chansons rock/pop/soul dans la veine des Beach Boys et de Badfinger. Les Flames sont le seul groupe à part The Beach Boys à enregistrer pour Brother Records.[réf. nécessaire]

### Carrière avec les Beach Boys
Chaplin, avec le batteur Ricky Fataar, rejoint les Beach Boys alors que le batteur d'origine, Dennis Wilson, subit une blessure à la main qui l'empêche de jouer de la batterie pendant près de deux ans.
Pour les Beach Boys, c'est une période difficile, au cours de laquelle le membre de longue date Bruce Johnston quitte le groupe, et où la participation de l'ancien leader Brian Wilson au groupe est très limitée. En conséquence, Chaplin et Fataar rejoignent les Beach Boys en tant que membres à part entière, pas uniquement comme musiciens d'accompagnement. 
Chaplin chante dans le rôle principal sur diverses chansons des Beach Boys de deux albums studio, Carl and the Passions - "So Tough" et Holland, et joue sur l'album live The Beach Boys in Concert. « Sail On, Sailor » de l'album Holland, dont il est le chanteur principal, est sa « chanson signature ». 
Chaplin quitte le groupe en 1973 après une dispute avec la direction des Beach Boys ; Fataar l'année suivante.

### Participations ponctuelles dans d'autres groupes

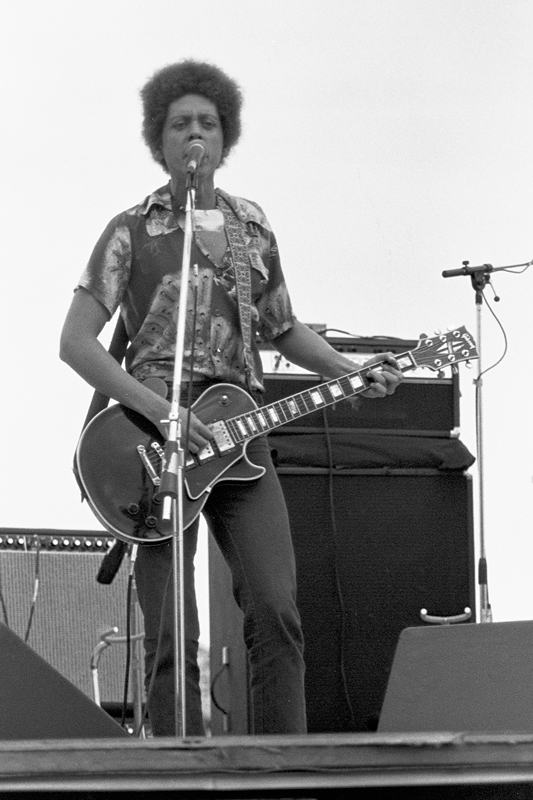
Blondie Chaplin à Woodstock, en septembre 1979

Après son passage chez les Beach Boys, Blondie Chaplin enregistre l'album éponyme, sorti chez Asylum Records en 1977. Il participe également au premier album éponyme de Rick Danko, qui met aussi en vedette chacun des anciens membres du groupe de Rick, The Band, ainsi que de grands noms comme Ronnie Wood, Eric Clapton et Doug Sahm.
Chaplin part en tournée avec le groupe de David Johansen et participe à la production du troisième album solo de Johansen, Here Comes the Night, dans lequel Chaplin joue de la guitare, chante les chœurs et coécrit sept titres. À la fin des années 1980, Chaplin part en tournée avec The Band, effectuant pour une partie des morceaux les performances vocales habituellement réservées à Richard Manuel, jouant de la guitare et, occasionnellement, de la batterie.
Chaplin est un membre vedette du nouveau groupe des anciens membres des Byrds, Gene Clark et Michael Clarke, The 20th Anniversary Celebration of the Byrds, également connu sous le nom de Tribute to the Byrds. Il apparaît sur les albums de Jennifer Warnes, Shot Through the Heart, The Hunter et The Well.
Il joue aussi dans l'album High on the Hog, le neuvième album studio de The Band, sorti en 1996, Where I Should Always Be, pour lequel il contribue également à la composition.

### Avec les Rolling Stones
Chaplin part en tournée avec l'ancien guitariste des Rolling Stones Mick Taylor et joue sur son album live, Stranger in This Town. À partir de 1997, avec l'enregistrement et la sortie de l'album Bridges to Babylon et la tournée qui suit, et, pendant une quinzaine d'années, il est choriste, percussionniste et, parfois, guitariste pour les Rolling Stones, en studio d'enregistrement et en tournée. L'album Bridges to Babylon le crédite aux choeurs, mais aussi au tambourin, au piano, à la basse, et aux percussions.[réf. nécessaire]

### Depuis les années 2000
Au début des années 2000, Chaplin devient le chanteur, auteur-compositeur et guitariste principal de Skollie, un groupe formé avec ses compatriotes sud-africains Keith Lentin à la basse et Anton Fig (du CBS Orchestra) à la batterie. Le groupe enregistre avec lui trois albums solo, le plus récent étant Between Us en 2006.
Fin 2013, Chaplin est mis en vedette lors de certains concerts de l'ancien coéquipier des Beach Boys Brian Wilson et du guitariste Jeff Beck. Le musicien apparaît également sur l'album No Pier Pressure de Wilson en 2015, sur lequel il est le chanteur vedette de la chanson Sail Away. Il part ensuite en tournée en tant qu'interprète vedette, avec Al Jardine, pour la tournée 2015 de Brian Wilson, avec Sixto Rodriguez en première partie. 
Il rejoint la tournée mondiale du 50e anniversaire de Wilson's Pet Sounds en 2016, se produisant aux côtés du groupe en tournée et continue à jouer avec eux jusqu'en 2022.
Le 29 septembre 2017, Al Gomes et Connie Watrous de Big Noise présentent une plaque de l'université Roger Williams à Chaplin au Zeiterion Theatre de New Bedford, dans le Massachusetts. Celui-ci répond au public lors du concert « Brian Wilson Presents Pet Sounds » : « J'ai beaucoup joué par ici en 1971, et c'est agréable qu'on se souvienne de moi de cette façon ». La plaque commémore le concert des Beach Boys du 22 septembre 1971 au Ramada Inn de Portsmouth, à Rhode Island (aujourd'hui appelé Baypoint Inn & Conference Center de RWU). Le concert constitue la toute première apparition de Chaplin ainsi que de Fataar en tant que membres officiels des Beach Boys, transformant essentiellement la programmation live et d'enregistrement du groupe en un groupe multiculturel.

## Discographie

### En solo
| Année | Détails de l'album                                      |
| ----- | ------------------------------------------------------- |
| 1977  | Blondie Chaplin - Sortie : 1977 - Label : Asile Records |
| 2006  | Entre nous - Sortie : 2006 - Label : Big Karma Records  |

### En coopération ou avec un groupe
- The Flames - That's Enough, 1967
- The Flames - Burning Soul!, 1967
- The Flames - Soulfire !!, 1968
- The Flames - The Flame, Brother Records, 1970
- The Beach Boys - Carl and the Passions - "So Tough", 1972
- The Beach Boys - Holland, 1973
- The Beach Boys - The Beach Boys in Concert, 1973
- David Johansen - Here Comes The Night, Blue Sky Records, 1981
- Paul Butterfield - The Legendary Paul Butterfield Rides Again, Amherst Records, 1986
- Anton Fig - "In The Groove", DVD, 1994
- The Rolling Stones - Bridges to Babylon : basse, choeurs, maracas (titre 3), piano (titres 4 et 13), tambourin (titre 11), 1997
- Blondie Chaplin – Fragile Thread, inédit (mais en circulation), 2001
- Anton Fig - Figments, 2002 (avec Brian Wilson chantant en arrière-plan sur Hand on My Shoulder, l'une des nombreuses chansons de l'album composé par Chaplin avec Fig)
- Les Rolling Stones - A Bigger Bang : chant (titres 7 et 16), 2005
- Keith Richards - Crosseyed Heart, 2005 : chœurs (titres 11 à 13 et 15)
- Rick Danko - Cryin' Heart Blues, 2005
- Ronnie Wood - I Feel Like Playing : Chœurs (titres 3, 5 et 8), 2010
- Lou Pallo du Les Paul's Trio - Thank You Les / Tribute to Les Paul, CD & DVD, 2012
- Beth Hart et Joe Bonamassa – Seesaw, 2013
- Beth Hart et Joe Bonamassa – Live in Amsterdam, CD & DVD, 2014
- Brian Wilson - No Pier Pressure, 2015
- Les Rolling Stones - No Security San Jose '99, 2018
- The Rolling Stones - Bridges to Bremen, 2019
- The Rolling Stones - Live On Copacabanna Beach, 2021
- The Rolling Stones - Licked Live In NYC, 2022

### Autres participations
- Bonnie Raitt - Nine Lives
- Ray Ohara - Picaresque, (sorti en 1988 au Japon et sur lequel Blondie est le principal auteur-compositeur, guitariste et chanteur principal de toutes les chansons)
- Un projet produit par Keith Richards, Wingless Angels (avec des chanteurs jamaïcains)
- Charlie Watts/Jim Keltner Project
- Two Face de Freida Parton (la sœur de Dolly Parton)
- Renée Geyer - So Lucky et son album éponyme
- Elliott Murphy - Change Will Come et Paris/New York
- Paul Shaffer - The World's Most Dangerous Party
- The Parlor Dogs - Social Harem
- Sir Mack Rice - This What I Do
- Chris Whitley - Rocket House
- My Soul Is a Witness de Marsha Hansen (CD accompagnant un livre portant ce titre)
- Timeless: Hank Williams Tribute album
- Hubert Sumlin – About Them Shoes